# Iiu Susiraja
Iiu Susiraja (* 15. September 1975 in Turku) ist eine finnische Künstlerin, die mit ihren Fotografien und Videos bekannt wurde.

## Leben und Werk
Iiu Susirajas Geburtsname war Pirre Karvinen, den sie im Jahr 2006 in Iiu Susiraja änderte.
Sie studierte von 1994 bis 1996 Malerei an der finnischen Akademie für Kunst und Kunsthandwerk, von 2001 bis 2005 Textildesign am Institut für Gestaltung, von 2008 bis 2012 Fotografie an der Akademie der Bildenden Künste in Turku, und von 2013 bis 2018 an der Akademie der Schönen Künste in Helsinki. Dort machte sie ihren Master of Arts in Bildender Kunst.
Susiraja beginnt ihre künstlerische Arbeit, indem sie zuerst verschiedene Objekte auf eine Liste schreibt, z. B. eine Kettensäge, Blumen oder einen Truthahn. Der weitere Einsatz ihres Körpers gibt dem Ganzen dann eine Wendung.

## Sammlungen (Auswahl)
- Adam Lindemann Collection
- University of Chicago
- Göteborgs konstmuseum
- Helsingin taidemuseo